# Tosa Kokubun-ji
Tosa Kokubun-ji (土佐 国分寺) est le 29e temple du pèlerinage de Shikoku. Il est situé sur la municipalité de Nankoku, préfecture de Kōchi, au Japon.
Tosa Kokubun-ji appartient au réseau de monastères Kokubun-ji établis dans chaque province du Japon sur ordre de l'empereur Shōmu au début du IXe siècle. Tosa est le nom de la province, maintenant nommée préfecture de Kōchi. C'est le deuxième temple Kokubun-ji après le temple 15 dans la préfecture de Tokushima.
On y accède, depuis le temple no 28, Dainichi-ji, après une marche d'environ 9 km en ville.
Selon la tradition, Gyōki a fondé ce temple. Plus tard, Kūkai l'a inclus au pèlerinage de Shikoku.
En 2015, le Tosa Kokubun-ji est désigné Japan Heritage avec les 87 autres temples du pèlerinage de Shikoku.